# Stewartby
Stewartby är en ort och civil parish i Storbritannien.   Den ligger i kommunen Borough of Bedford i  riksdelen England, i den södra delen av landet, 70 km norr om huvudstaden London. Stewartby ligger 42 meter över havet och antalet invånare är 1 212.
Terrängen runt Stewartby är platt. Runt Stewartby är det tätbefolkat, med 276 invånare per kvadratkilometer. Närmaste större samhälle är Milton Keynes, 16,7 km väster om Stewartby. Trakten runt Stewartby består till största delen av jordbruksmark.